# En annan kvinna (1988)
En annan kvinna (originaltitel: Another Woman) är en amerikansk film från 1988, i regi av Woody Allen.

## Handling
Marion har lärt sig att skydda sig från sina känslor, men allt förändras när hon flyttar in i en ny lägenhet och kan höra allt som sägs i grannlägenheten där en psykiater har sin mottagning.

## Om filmen
Filmen är inspelad i Alpine, New Jersey och Demarest, New Jersey.
Filmen hade premiär i USA den 14 oktober 1988 och i Sverige den 17 mars 1989. Den är barntillåten.

## Rollista (urval)
- Gena Rowlands - Marion Post
- Mia Farrow - Hope
- Ian Holm - Ken
- Gene Hackman - Larry Lewis
- Betty Buckley - Kathy
- John Houseman/David Ogden Stiers - Marions pappa
- Harris Yulin - Paul
- Blythe Danner - Lydia

## Utmärkelser
- 1989 - Italian National Syndicate of Film Journalists - Silverbandet, bästa kvinnliga dubbning, Marzia Ubaldi